# Niémen
Pour les articles homonymes, voir Memel (homonymie).
Le Niémen (en biélorusse : Нёман, Nioman, ['nʲoman] ; en allemand : Memel ; en lituanien : Nemunas ; en polonais : Niemen ; en russe : Неман, Neman) est un fleuve d'Europe orientale, né en  Biélorussie, qui traverse la Lituanie puis forme la frontière nord de l'oblast de Kaliningrad, l'exclave occidentale de la Russie.

## Géographie
Le Niémen a une longueur de 937 km et draine un bassin versant d'environ 98 000 km2.
Il prend sa source en Biélorussie, sur les hauteurs de Minsk, et se dirige vers l'ouest puis le nord en Lituanie, et à nouveau l'ouest pour déboucher par un delta dans la lagune de Courlande près de Klaipėda. Au passage, il arrose Grodno (Biélorussie), Kaunas (Lituanie) et Sovietsk (oblast de Kaliningrad).
La partie finale de son cours délimite la frontière entre l'enclave de Kaliningrad (Russie) et la Lituanie.

## Affluents
Son principal tributaire est la rivière Néris, qui le rejoint à Kaunas.

## Villes traversées

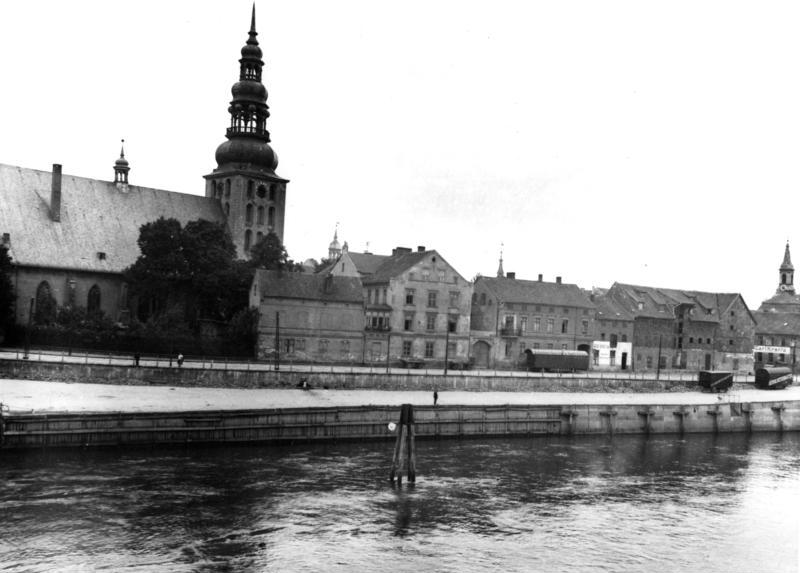
Ancienne vue de la Tilsit prussienne, sur la rive gauche du Niémen, aujourd'hui ville russe sous le nom de Sovetsk.

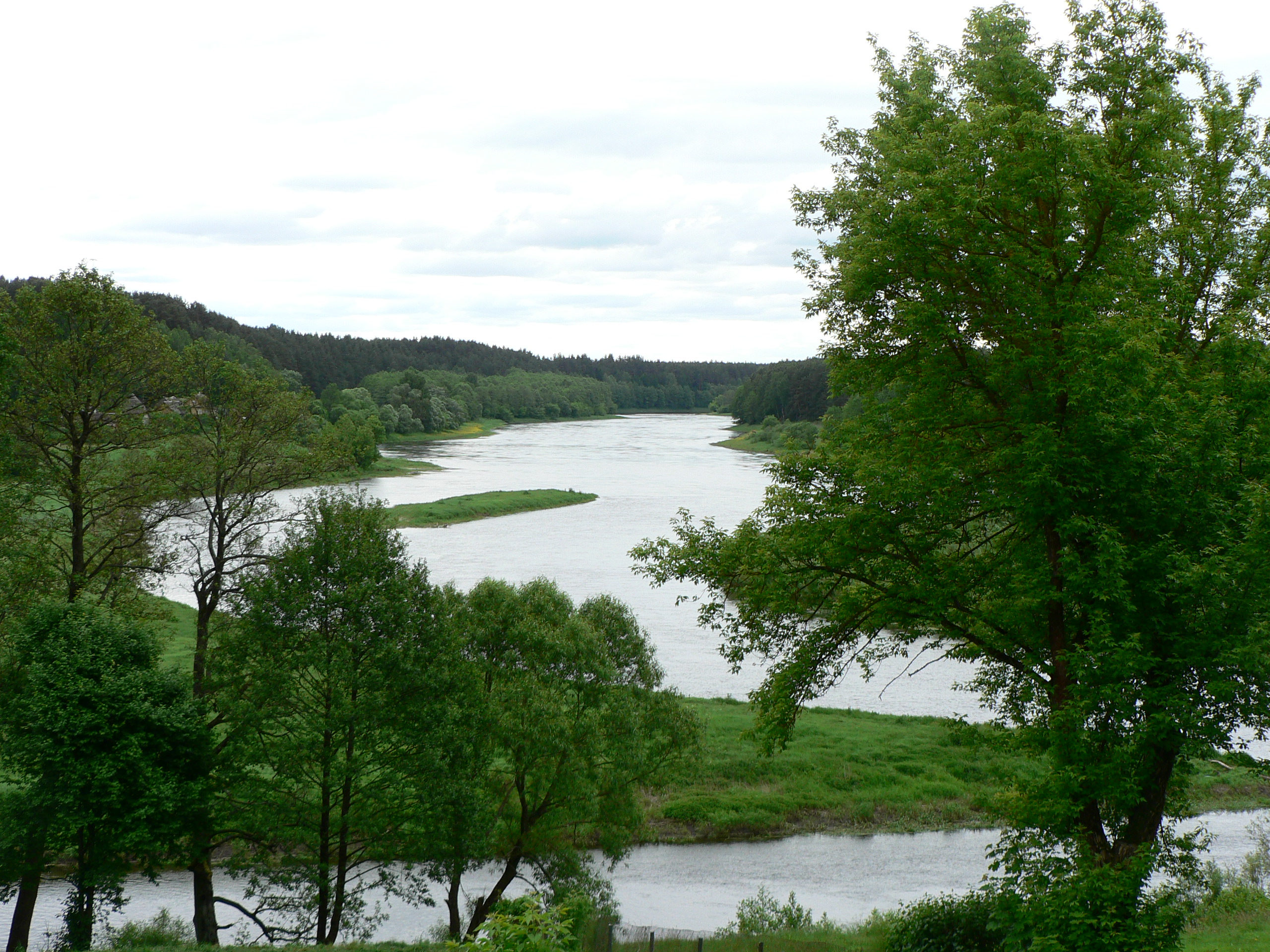
Confluent de la rivière Merkys avec le Niémen, à Merkine, en Lituanie.

Les principales villes arrosées par le Niémen sont : Hrodna (Biélorussie), Alytus, Kaunas (Lituanie), et Sovetsk (oblast de Kaliningrad).

## Histoire
La culture swidérienne (épipaléolithique) serait à l'origine de la culture mésolithique du Niémen.
Les tribus germaniques vivaient au-delà de ce fleuve avant le Drang nach Osten. C'est pour cette raison qu’une étymologie populaire voit dans le nom de ce fleuve l’origine du nom désignant la langue allemande dans les langues slaves[réf. nécessaire].
Le 25 juin 1807, c’est sur un radeau flottant sur le Niémen que le tsar Alexandre Ier et Napoléon Ier signèrent le traité de Tilsit.
Le 24 juin 1812, la Grande Armée, sous le commandement suprême de Napoléon Ier, franchit le Niémen sans déclaration de guerre, marquant le début de la campagne de Russie.
L’escadrille française Normandie-Niémen fut engagée dans la région aux côtés des forces soviétiques de 1942 à 1945.
Enfin, c’est à ce fleuve que fait allusion la première strophe du chant dont seule la troisième strophe est l’hymne national allemand officiel, quand il dit que l’Allemagne doit s’étendre :
« Von der Maas bis an die Memel,
Von der Etsch bis an den Belt.

De la Meuse jusqu’au Niémen,
De l’Adige jusqu’au Petit Belt. »

## Hydrométrie - Les débits à la station de Smalininkai
Le débit du Niémen a été observé pendant pas moins de 170 ans (entre 1811 et 1985) à Smalininkai, localité située à 30 kilomètres au sud de la ville de Tauragé, à peu de distance de son embouchure dans la lagune de Courlande.
À Smalininkai, le débit inter-annuel moyen ou module observé sur cette période était de 538 m3/s pour une surface étudiée de 81 200 km2, soit plus ou moins 85 % de la totalité du bassin versant qui compte 95 298 km2. La lame d'eau écoulée dans le bassin atteint ainsi le chiffre de 209 millimètres par an, ce qui doit être considéré comme relativement modéré, et très semblable à ce que l'on constate dans l'ensemble des pays baltes.
Le Niémen est un fleuve régulier et abondant en toutes saisons, alimenté par les précipitations tombant sous forme de pluie ou de neige dans son bassin. C'est un cours d'eau de régime typiquement pluvio-nival de plaine qui présente une saison de crue bien marquée. Les hautes eaux se déroulent de début mars à la mi-mai, ce qui correspond à la fonte des neiges. Dès fin mai, le débit du fleuve baisse rapidement, ce qui mène directement à la période de basses eaux, qui a lieu de juin à octobre inclus. Mais le Niémen conserve durant toute cette période un débit très consistant. À partir du mois de novembre, le débit connait un léger rebond, lié aux précipitations de fin d'automne-début d'hiver plus abondantes, et à la moindre évaporation en cette saison.

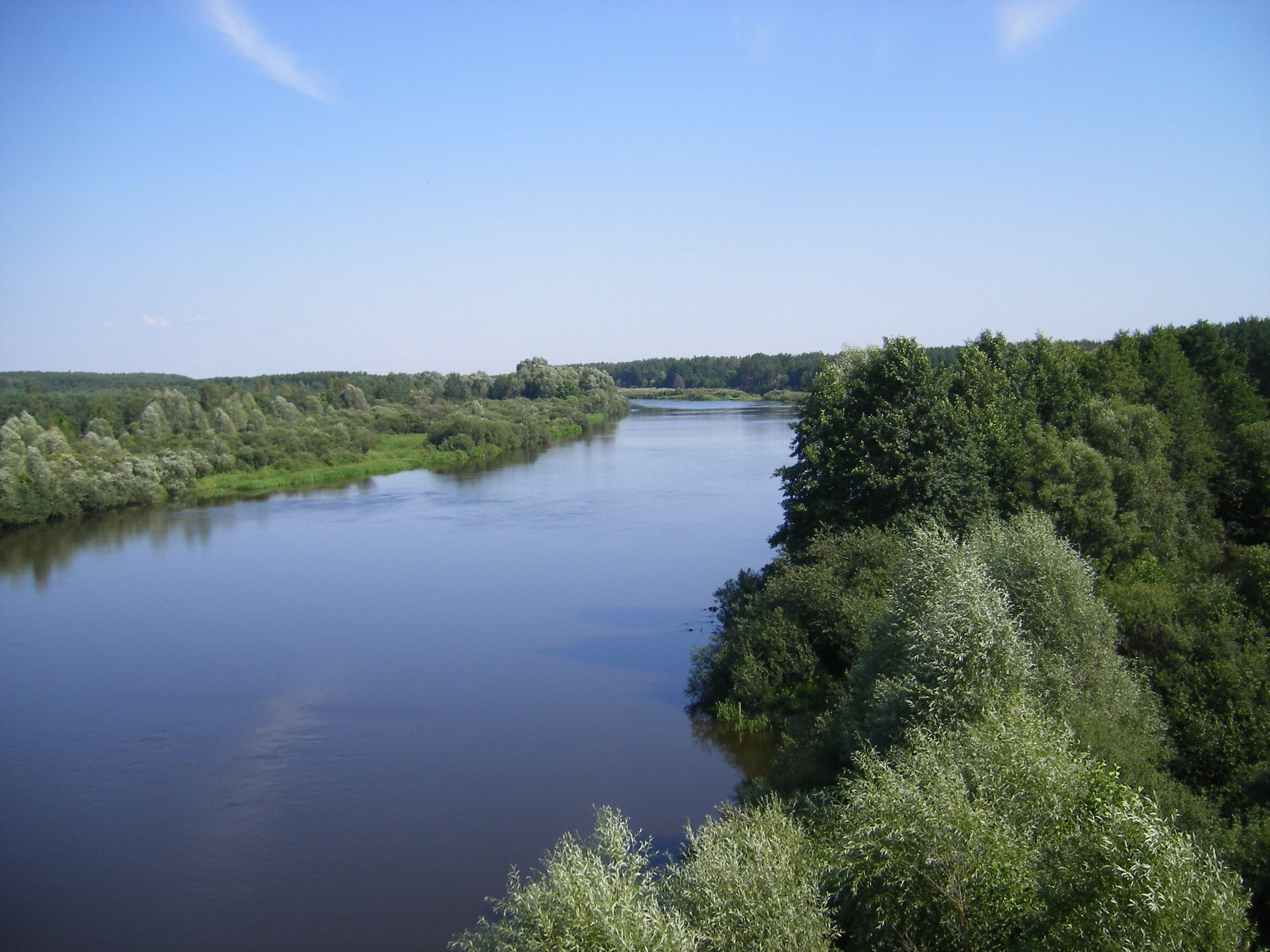
Le Niémen à Biarozawka, en Biélorussie.

Le débit moyen mensuel observé en mars (minimum d'étiage) est de 364 m3/s, soit plus du quart du débit moyen du mois d'avril (1 321 m3/s), ce qui témoigne de l'amplitude assez modérée des variations saisonnières. Sur la durée d'observation de 170 ans, le débit mensuel minimal a été de 184 m3/s (août 1969), tandis que le débit mensuel maximal s'élevait à 3 310 m3/s (avril 1958). Un débit mensuel inférieur à 200 m3/s est tout à fait exceptionnel.

## Intérêt économique
Le fleuve est navigable pour les petits navires sur une longueur de 700 km, mais il est pris par les glaces de décembre à mars. Des canaux le relient au Dniepr, à la Vistule et à la Pregolia.
Il sert encore pour le flottage du bois et fournit Kaunas en hydroélectricité.

## Écologie
La partie aval du fleuve est dégradée par une pollution notamment azotée. 82 % du réseau hydrographique de la partie lituanienne du bassin (47 % de tout le bassin) a en effet été convertie en zones principalement agricoles (de plus en plus intensivement cultivées). Cette zone, qui a été asséchée par un important réseau de canaux de drainage pour favoriser l'agriculture est identifiée comme un « point chaud » en termes de source de pollution de la mer Baltique par les nitrates. Ces canaux ont permis à une importante population de castors de se reconstituer (10 000 à 12 000 castors au début des années 2000).
Une étude a porté sur la capacité des castors à améliorer l'auto-purification de l'eau, notamment vis-à-vis des nitrates dans le bassin du Niémen. Le cours d'eau charrie vers la mer une moyenne de 275 kg/km2 et par an. et cette charge peut chuter à un taux compris entre 42 et 121 kg/km2 par an, avec une réduction plus intense au printemps et en été. Cette diminution pourrait même être encore plus forte dans les zones poldérisées où elle pourrait tomber à 21 kg/km et par an grâce à de faibles vitesses d'écoulement et de longs temps de rétention permettant un processus de sédimentation/dénitrification plus efficace. Lamsodis & Vaikasas concluaient en 2005 que « les retenues des castors dans les canaux de drainage, tout comme l'inondation des plaines inondables du delta du Niémen sont potentiellement des moyens naturels pouvant aider à réhabiliter les parties artificialisées du fleuve et de ses vallées ».

## Honneur
L'astéroïde (40092) Memel est nommé en son honneur.